# Arrington (Royaume-Uni)
Pour les articles homonymes, voir Arrington.
Arrington est une paroisse civile et un village du Cambridgeshire, en Angleterre.